# Virgílio do Carmo da Silva

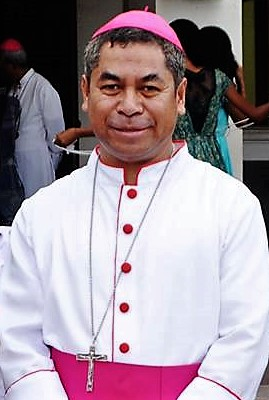
Bischof Virgilio do Carmo da Silva (2017)

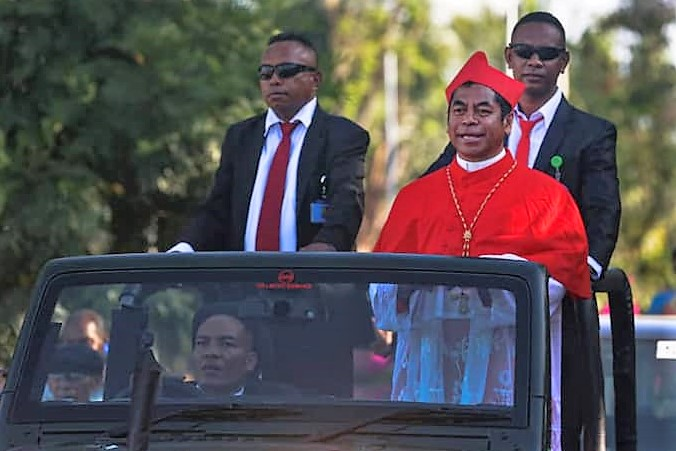
Rückkehr von Virgílio do Carmo da Silva nach Osttimor nach seiner Erhebung zum Kardinal (2022)

Kardinalswappen von Virgílio do Carmo da Silva

Virgílio Kardinal do Carmo da Silva SDB (* 27. November 1967 bei Venilale, Portugiesisch-Timor) ist ein osttimoresischer Ordensgeistlicher und römisch-katholischer Erzbischof von Dili.

## Werdegang
Virgílio wurde als Sohn von José do Carmo da Silva und Isabel da Silva geboren. Der Politiker und Hochschullehrer José Lucas do Carmo da Silva ist einer der fünf Brüder von Virgílio. Der jüngere Bruder Gui do Carmo da Silva ist ebenfalls Priester der Salesianer.
Nachdem er Grund- und Mittelschule der Salesianer in Fatumaca besucht hatte, trat Silva am 31. Mai 1990 der Ordensgemeinschaft der Salesianer Don Boscos bei und studierte im philippinischen Manila Philosophie und Theologie. Am 19. März 1997 legte er die ewige Profess ab und empfing am 18. Dezember 1998 das Sakrament der Priesterweihe.
Von 1999 bis 2004 war Silva Novizenmeister, von 2004 bis 2005 Ökonom des Ordensstudiums in Venilale und Pfarrvikar. Ab 2005 studierte er in Rom für ein Lizentiat in Spiritualität an der Päpstlichen Salesianer-Universität. Das Studium schloss er 2007 ab und übernahm wieder bis 2014 das Amt eines Novizenmeisters. Von 2009 bis 2014 war Silva Direktor des Hauses der Salesianer und der Technischen Hochschule Nossa Senhora de Fátima in Fatumaca. 2015 wurde er Provinzial der Salesianer von Osttimor und Indonesien.
Am 30. Januar 2016 ernannte ihn Papst Franziskus zum Bischof von Dili. Die Bischofsweihe spendete ihm der Apostolische Nuntius in Osttimor, Erzbischof Joseph Salvador Marino, am 19. März desselben Jahres. Mitkonsekratoren waren Basílio do Nascimento, der Bischof von Baucau, und Norberto do Amaral, der Bischof von Maliana. Papst Franziskus erhob das Bistum Dili am 11. September 2019 in den Rang eines Erzbistums und ernannte Virgílio do Carmo da Silva zum ersten Erzbischof.
Im Konsistorium vom 27. August 2022 nahm ihn Papst Franziskus als Kardinalpriester mit der Titelkirche Sant’Alberto Magno in das Kardinalskollegium auf. Die Besitzergreifung seiner Titelkirche fand am 7. Mai des folgenden Jahres statt.
Am 7. Oktober 2022 berief ihn Papst Franziskus zum Mitglied des Dikasteriums für die Institute geweihten Lebens und für die Gesellschaften apostolischen Lebens.